# Kostel svaté Kateřiny (Rešov)
Kostel svaté Kateřiny v Rešově (Horní Město) je barokně přestavěný kostel v 18. století je kulturní památkou České republiky.

## Historie
Po roku 1620 byl filiálním kostelem farnosti Rýmařov, pak patřil pod farnost Horní Město. V roce 1784 byl Rešov povýšen na kurácii. V roce 1912 se stal farním kostelem.
Na místě dřevěného kostela byl v roce 1758 postavený nový zděný, který vyhořel po zásahu bleskem. Znovu zasažen bleskem v roce 1810. Blesk uhodil do sanktusníku. Náklady na opravu hradil hrabě Harrach.

## Popis
Jednolodní stavba s valbovou střechou a se sanktusníkem. Zvon pochází z roku 1766. V roce 1838 byla přistavěna boční kaple. V roce 1907 byly zakoupeny varhany od firmy Rieger z Krnova. V roce 1910 byly posvěceny. V roce 1910 byly zakoupeny věžní hodiny.
Oltářní obraz Stětí sv. Kateřiny namaloval v roce 1738 J. K. Hendke.